# Graham Phillips

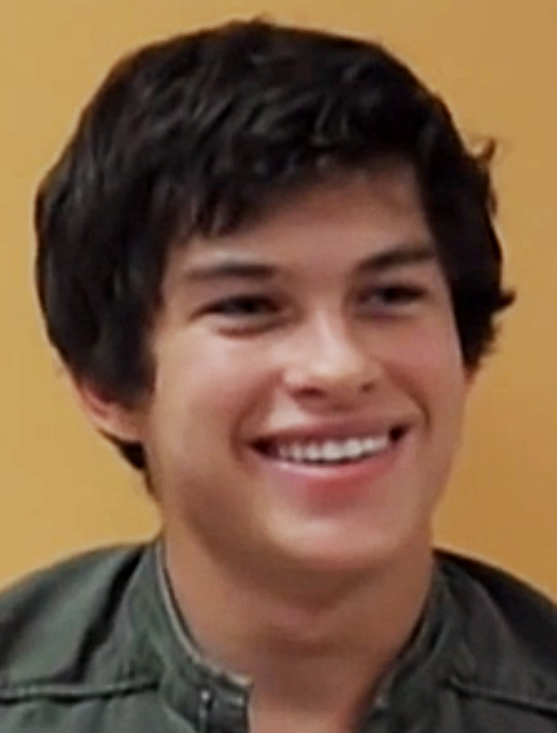
Graham Phillips, 2011

Graham David Phillips (* 14. April 1993 in Laguna Beach) ist ein US-amerikanischer Schauspieler und Sänger.
Er hat in Serien wie Crossing Jordan – Pathologin mit Profil, Für alle Fälle Amy, Good Wife oder King of Queens mitgewirkt. Zudem spielte er den Jordan Baxter in Evan Allmächtig. Als Sänger trat er im Musical 13 des Regisseurs Jeremy Sams am Broadway im Bernard B. Jacobs Theatre auf.

## Filmografie
- 2002: King of Queens (The King of Queens, Fernsehserie, Folge 5x11 Mentalo Case)
- 2004: Noel
- 2004: Für alle Fälle Amy (Judging Amy, Fernsehserie, Folge 6x03 Legacy)
- 2005: Love’s Long Journey (Fernsehfilm)
- 2006: Crossing Jordan – Pathologin mit Profil (Crossing Jordan, Fernsehserie, Folge 5x20 Mace vs. Scalpel)
- 2006: The Ten Commandments: The Musical
- 2007: Evan Allmächtig (Evan Almighty)
- 2007: Ben 10: Wettlauf gegen die Zeit (Fernsehfilm)
- 2009–2016: Good Wife (The Good Wife, Fernsehserie)
- 2009: Stolen Lives
- 2012: White Collar (Fernsehserie, Folge 3x12 Upper West Side Story)
- 2015: Staten Island Summer
- 2016: XOXO
- 2017–2018, 2020–2021: Riverdale (Fernsehserie, 6 Folgen)
- 2018: Der Sex Pakt (Blockers)
- 2018: Atypical (Fernsehserie, 4 Folgen)
- 2019: In den Fängen des Wolfes (the Bygone)

## Musical
- 2008: 13 the musical